# Erebomorpha fulgurita
Erebomorpha fulgurita là một loài bướm đêm trong họ Geometridae.